# Contea palatina di Zweibrücken
Il Palatinato-Zweibrücken o contea palatina Zweibrücken è un antico stato del Sacro Romano Impero con pieno diritto di voto al Reichstag: la sua capitale fu Zweibrücken. È spesso ricordato con la dizione francese di Palatinat-Deux-Ponts, che ne è la traduzione letterale, ossia Due Ponti. Il suo casato regnante, un ramo della dinastia Wittelsbach, fu anche casata reale svedese dal 1654 to 1720.

## Storia

### Dalle origini al XV secolo
La prima menzione di Zweibrücken venne data nel 1170. La Contea di Zweibrücken venne creata 1182, come una divisione della Contea di Saarbrücken. Alla morte di Eberardo, ultimo conte di Zweibrücken della linea di Saarbrücken, la Contea venne affidata all'Elettore Palatino Roberto II di Wittelsbach.
Il Palatinato-Zweibrücken divenne nuovamente un'entità separata nel 1459, quando Stefano divise i suoi territori tra i figli. Luigi I ricevette il ducato di Zweibrücken e la contea di Veldenz. Sempre Luigi I, condusse una faida contro suo cugino Federico I del Palatinato, perdendo i distretti di Lambsheim, Wachenheim e Waldböckelheim a favore di quest'ultimo. Federico III del Sacro Romano Impero, che pure era in lotta con l'elettorato palatino, nominò Luigi I quale suo feldmaresciallo e riconobbe il Palatinato-Zweibrücken come ducato. Luigi I stimolò la costruzione di miniere nel territorio e semplificò l'amministrazione locale.
Inizialmente la capitale venne posta a Meisenheim. Nel 1477, il Palatinato elettorale minacciò Meisenheim che si trovava troppo vicina al confine e di conseguenza la capitale venne spostata ufficialmente a Zweibrücken, dove rimase ininterrottamente sino al 1793.
La Alexanderskirche di Zweibrücken, di stile tardogotico, venne costruita tra il 1493 ed il 1514 come dono da parte di Alessandro del Palatinato-Zweibrücken al suo ritorno dal suo pellegrinaggio in Terrasanta; nella cripta locale vennero sepolti tutti i conti e i duchi della sua linea.

### Il XVI secolo
Alla morte di Luigi I, il ducato non venne diviso come da tradizione germanica. Nel suo testamento egli chiese espressamente che sia Alessandro che Gaspare suoi eredi governassero insieme il ducato. Ad ogni modo, Alessandro fece dichiarare il fratello maggiore malato di mente e lo fece rinchiudere di modo da poter governare il ducato da solo. Alessandro mosse anch'egli guerra al palatinato elettorale; le sue truppe razziarono il territorio palatino nella guerra di successione di Landshut. Nel 1505 la guerra venne terminata per decisione dell'imperatore e pertanto alcuni territori passarono dal Palatinato elettorale al Palatinato-Zweibrücken. Alessandro concluse un trattato col nuovo elettore Filippo del Palatinato che migliorò considerevolmente le relazioni tra i due paesi.
Alessandro e Luigi II introdussero tra l'altro la primogenitura, secondo la quale il trono del ducato sarebbe passato automaticamente al solo figlio maschio primogenito in maniera unitaria. La città di Bischweiler venne acquisita nel 1542, nel corso della reggenza del conte palatino Rupert del Palatinato-Valdenz. Nel 1544, il ramo cadetto del Palatinato-Valdenz si divise. Nel 1553, la contea di Lützelstein (oggi La Petite-Pierre, in Alsazia) venne acquisita dal Palatinato elettorale. Il conte palatino Wolfgang sciolse le istituzioni monastiche nel suo territorio, aumentando così le rendite del suo stato ed incamerando nuovi beni, ed in particolare quelli dell'abbazia di Disibodenberg. Nel 1557, ereditò il Palatinato-Neuburg, metà della contea di Sponheim e metà della signoria di Guttenberg dal Palatinato sulla base del trattato di Heidelberg; queste acquisizioni quasi raddoppiarono il territorio del Palatinato-Zweibrücken. Nel 1558, dissolse l'abbazia di Hornbach acquisendo il suo territorio e metà della contea di Molsheim. Nel 1559, la linea che governava il Palatinato elettorale si estinse e Wolfgang divenne unico erede di entrambi i territori. Egli ad ogni modo divise i suoi possedimenti tra i suoi cinque figli andando a creare il Palatinato-Neuburg, il Palatinato-Zweibrücken, il Palatinato-Sulzbach, il Palatinato-Zweibrücken-Vohenstrauss-Parkstein ed il Palatinato-Birkenfeld. Fu però la linea di Neuburg ad avere la primogenitura, fatto che ebbe importanti conseguenze nel secolo successivo.

### XVII secolo
Nel corso della guerra dei trent'anni, il ducato venne occupato dalle forze imperiali e Giovanni II del Palatinato-Zweibrücken venne costretto a fuggire a Metz. Suo figlio e successore Federico del Palatinato-Zweibrücken fece ritorno al suo trono nel 1645. Quando Federico morì senza eredi maschi nel 1661, venne succeduto da suo cugino Federico Luigi. Durante il regno di quest'ultimo, i territori del Palatinato vennero occupati dalla Francia nel 1676. Zweibrücken era all'epoca ancora formalmente feudo del Vescovato di Metz che venne annesso dalla Francia. Nel 1680, la Francia, inoltre, annetté anche la città di Zweibrücken. Nel 1681, Federico Luigi morì in esilio, senza eredi maschi.
Il trattato di Ryswick del 1697 riportò il ducato ai legittimi proprietari nella figura di un lontano cugino di Federico Luigi, il conte palatino Carlo II del Paatinato-Kleeburg, che era anche re di Svezia col nome di Carlo XI.

### Il XVIII secolo

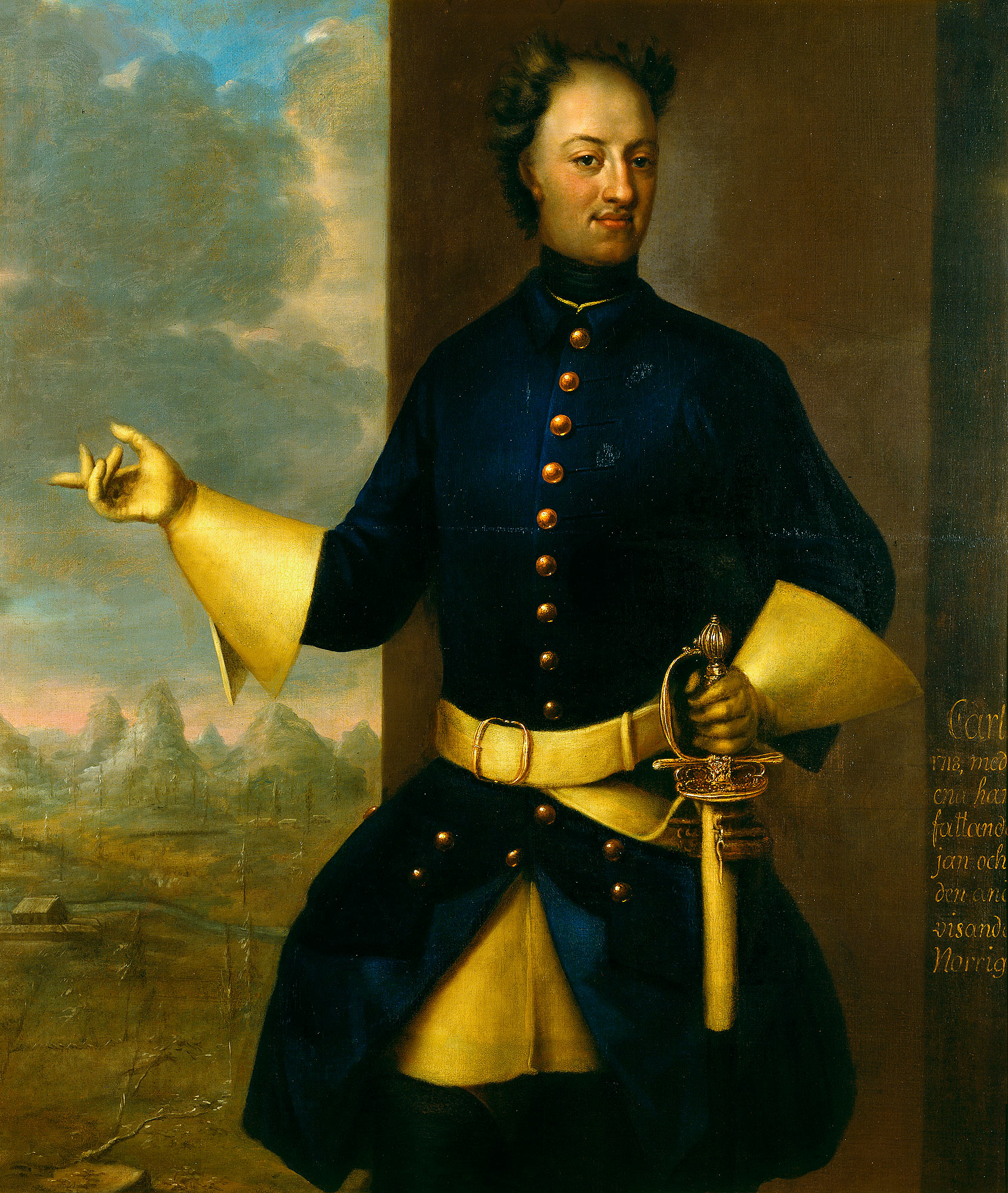
Carlo XII, re di Svezia (1682-1718), in un ritratto di Johann Heinrich Wedekind

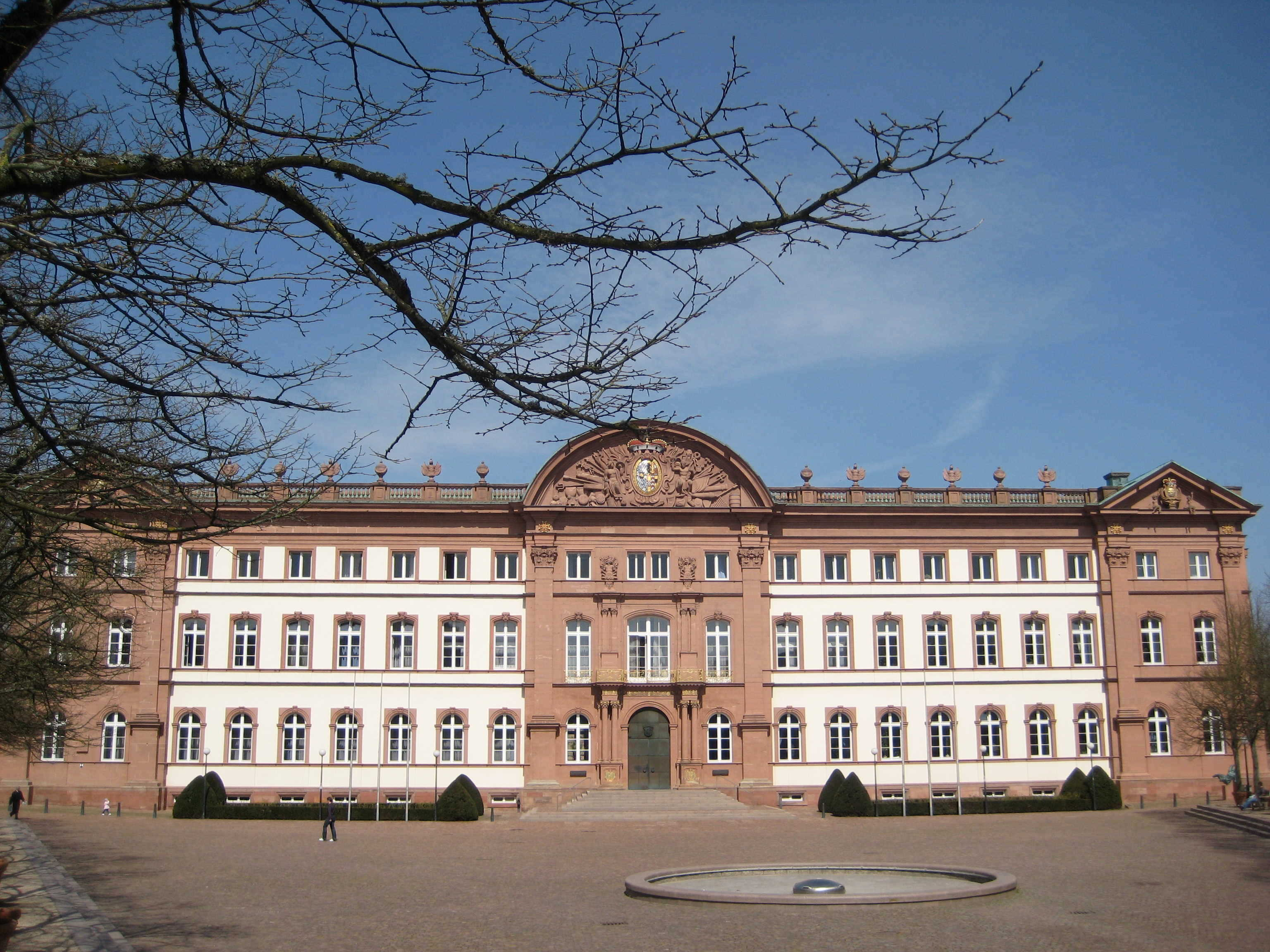
Il palazzo ducale di Zweibrücken

L'unione personale con la Svezia perdurò sino alla morte di Carlo XII di Svezia nel 1718. Quando Carlo XII morì senza eredi, la corona svedese venne ereditata da sua sorella Ulrica ELeonora, mentre il ducato di Zweibrücken passò a suo cugino, Gustavo del Palatinato-Zweibrücken. In virtù di questa successione il re polacco in esilio Stanislao Leszczyński, che era stato nel frattempo nominato conte palatino di Zweibrücken da Carlo XII di Svezia nel 1714, venne costretto a rinunciare ai propri diritti ed al proprio governo.
Dal 1725 al 1778, i conti palatini risiedettero al castello di Zweibrücken, spostandosi poi al castello di Karlsberg, nei pressi di Homburg, per enfatizzare le loro pretese ad ereditare il ducato di Baviera.
Gustavo fu l'ultimo conte palatino della linea di Kleeburg; alla sua morte nel 1731 senza eredi maschi, il ducato tornò all'impero. Nel 1734, l'imperatore investì Cristiano III del Palatinato-Birkenfeld del ducato di Zweibrücken. Il ramo di Birkenfeld del resto si era diviso da quello di Zweibrücken nel 1584. Suo figlio Cristiano IV si convertì al cattolicesimo nel 1758.
Durante il regno di Cristiano IV, la frammentazione dell'area indebolì notevolmente lo stato. Il ducato venne conquistato nel 1793 dalle truppe rivoluzionarie francesi. Il 4 novembre 1797, il territorio occupato venne incorporato nel dipartimento francese di Mont-Tonnerre, avente capitale Magonza. L'annessione da parte della Francia venne riconosciuta a livello internazionale del trattato di Lunéville. Nel 1799, con l'estinzione delle linee dei duchi palatini bavaresi, il defraudato Massimiliano Giuseppe divenne elettore di Baviera.
Il Palatinato-Zweibrücken cessò di esistere e venne annesso alla Francia nel 1795, come riconosciuto dalla Germania nel 1797 e dalla Baviera nel 1801. Dopo il Congresso di Vienna, nel 1815, venne restituito all'ultimo duca, il re Massimiliano I di Baviera, che lo unì ai propri territori bavaresi dalla riva sinistra del Reno a formare la regione del Palatinato del Reno.

## Amministrazione

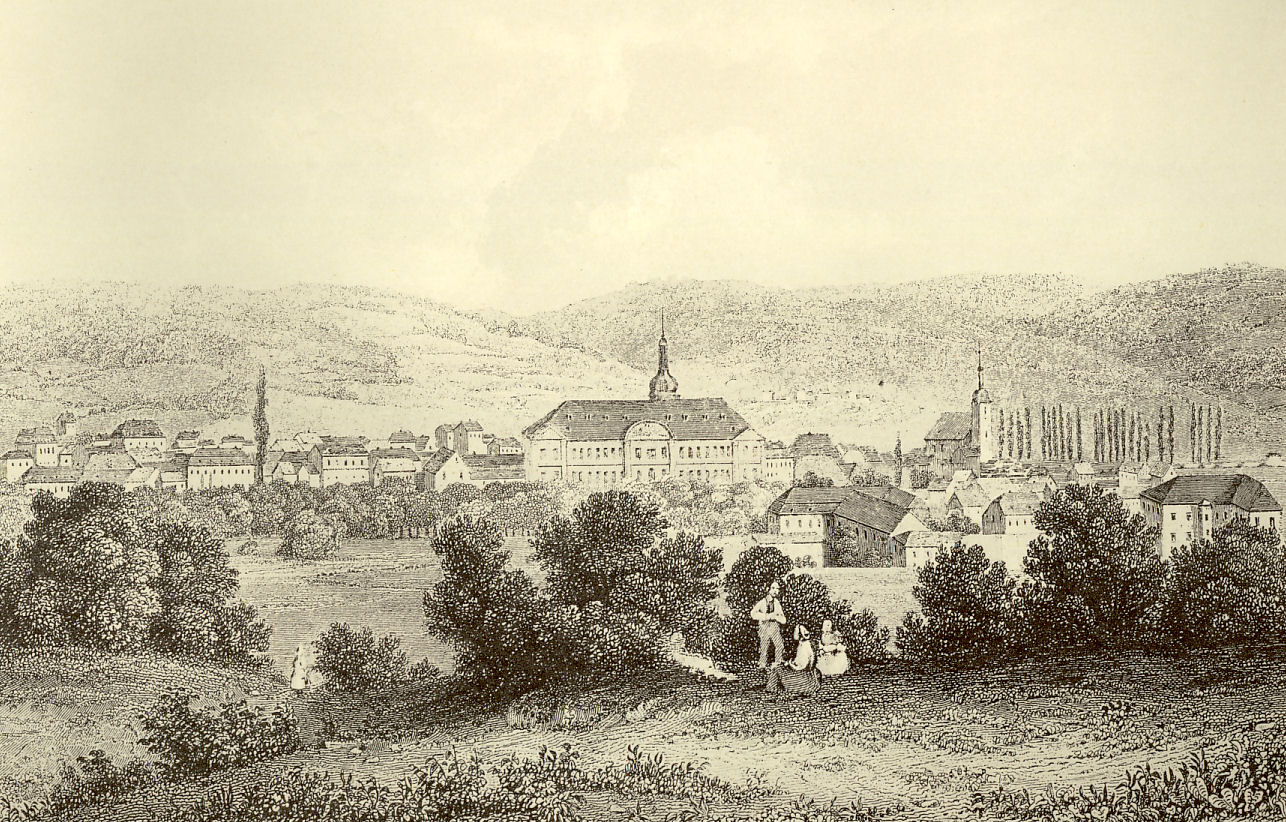
Veduta di Zweibrücken; incisione da un dipinto di Theodor Verhas

Nel ducato non vi era anticamente alcuna autorità che limitasse il potere del duca in carica e anche la popolazione urbana era trattata legalmente alla stregua di servi della gleba sino al 21 aprile 1571 quando il conte palatino Giovanni I non abolì tale prescrizione. Ai giovani era richiesto un periodo di servizi di sei anni nella milizia cittadina per un'adeguata preparazione militare.
Il corpo amministrativo più importante era il gabinetto di governo a cui il duca prendeva parte attiva. Il tesoro era responsabile delle finanze, delle miniere e delle foreste del ducato. Non vi era una separazione tra il potere giudiziario e quello amministrativo. La giustizia era dispensata da ufficiali col rango di Schultheiß. La carica più alta era la Corte d'Appello di Zweibrücken.
Amministrativamente, lo stato era diviso in otto distretti: Zweibrücken, Homburg, Lichtenberg, Meisenheim, Trarbach, Kastellaun, Bergzabern e Guttenberg.

## Religione
Negli anni '20 del Cinquecento, la riforma protestante venne introdotta in diverse città del Palatinato-Zweibrücken, inclusa la stessa Zweibrücken, dove Johann Schwebel divenne cappellano del duca. Schwebel fu una figura trainante di diversi pastori nel ducato al punto da porsi tra i firmatari dell'accordo di Wittenberg. Il reggente all'epoca era il conte Rupert del Palatinato-Baldenz che governava per conto di suo nipote Wolfgang che era ancora minorenne. Teologicamente, Schwebel seguì le teorie di Martin Bucer a Strasburgo. Dopo la morte di Schwebel nel 1540, Wolfgang prese il trono nel 1544. Mentre il cancelliere Ulrich Sitzinger venne influenzato dalle teorie di Filippo Melantone, Wolfgang preferì invece seguire una politica gnesio-luterana.
Dopo la morte di Wolfgang, suo figlio Giovanni I aderì pienamente alla confessione riformata nel 1588. Sulla base del principio del cuius regio, eius religio stabilito dalla pace di Vestfalia nel 1648, l'intero territorio divenne uno stato protestante. Sino al 1697, il cattolicesimo venne tollerato e sotto l'amministrazione svedese venne introdotto anche il luteranesimo.

## Elenco dei Conti Palatini di Zweibrücken

### Casa dei Walramidi
- 1182–1237: Enrico I
- 1237–1282: Enrico II
- 1282–1309: Walram I
- 1309–1311: Simone
- 1311–1366: Walram II
- 1366–1394: Eberardo

### Casa di Wittelsbach

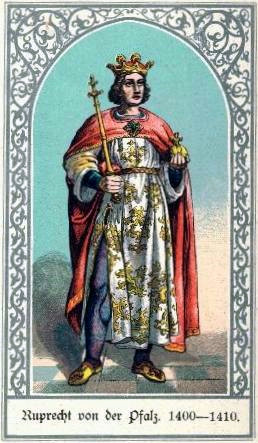
Roberto III, Re dei Romani

- 1394–1398: Roberto II, con l'Elettorato Palatino
- 1398–1410: Roberto III, con l'Elettorato Palatino e (dal 1400) con il Regno di Germania
- 1410–1444: Stefano

1444, lo stato diventa indipendente dalla Baviera
- 1444–1459: Stefano
- 1459–1489: Luigi I il Nero
- 1489–1490: Gaspare
- 1490–1514: Alessandro lo Zoppo
- 1514–1532: Luigi II il Giovane
- 1532–1569: Volfango
- 1569–1604: Giovanni I lo Zoppo
- 1604–1635: Giovanni II il Giovane
- 1635–1661: Federico
- 1661–1681: Federico Luigi
- 1681–1697: Carlo XI di Svezia, in unione personale con il Regno di Svezia
- 1697–1718: Carlo XII di Svezia, in unione personale con il Regno di Svezia
- 1718–1731: Gustavo
- 1731–1734: "Interregnum": formalmente regnante Cristiano III
- 1734–1735: Cristiano III
- 1735–1775: Cristiano IV
- 1775–1795: Carlo II Augusto
- nominalmente fino al 1801: Massimiliano I di Baviera
- 1795–1815: alla Francia
- 1815–1825: Massimiliano I, re di Baviera

## Elenco dei Duchi di Zweibrücken-Kleeburg

### Casa dei Wittelsbach
- 1604–1652: Giovanni Casimiro
- 1652–1689: Adolfo Giovanni I
- 1689–1701: Adolfo Giovanni II
- 1701–1718: Gustavo, anche Duca del Palatinato-Zweibrucken

Il Ducato viene unito ai domini del Palatinato-Zweibrücken